# 姚寨镇 (陇南市)
姚寨镇，是中华人民共和国甘肃省陇南市武都区下辖的一个乡镇级行政单位。
2014年，陇南市人民政府批复同意调整城郊乡管辖区域，设立江南街道办事处。
2014年，甘肃省民政厅批复同意撤销城郊乡，设立姚寨镇。

## 行政区划
姚寨镇下辖以下地区：
何家崖村、姚寨村、曹家堡村、长塄村、上东坪村、下东坪村、民族村和四合村。